# Ingarö

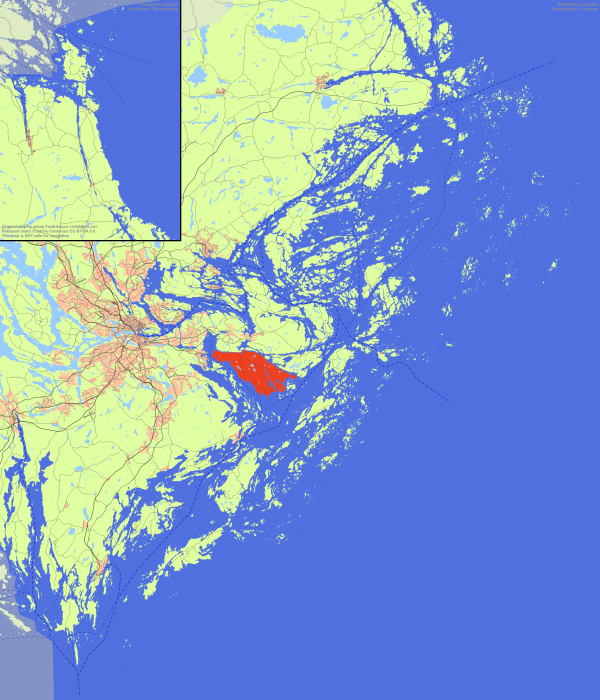
Ingarös w Regionie Sztokholmu.

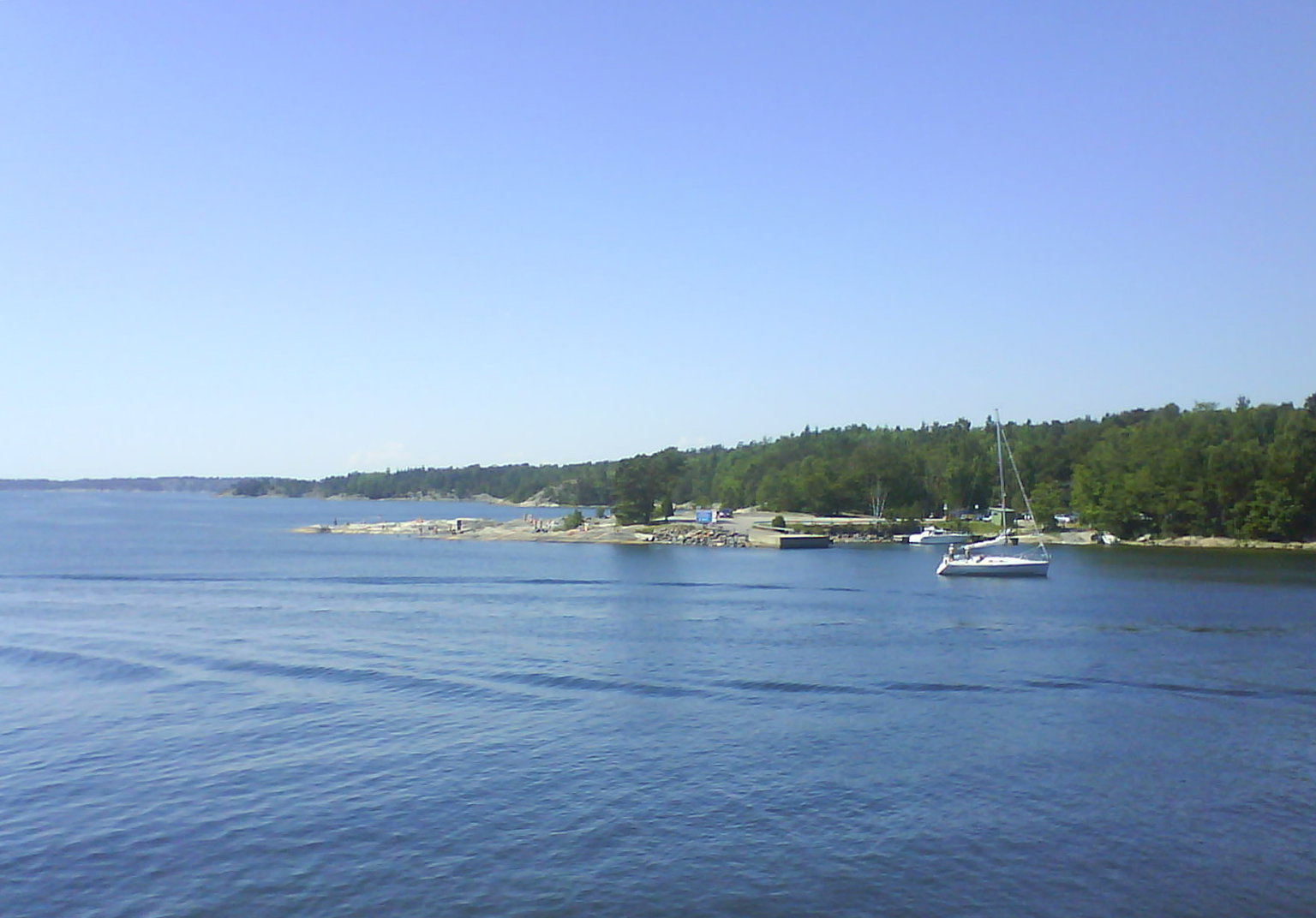
Jezioro Björkvik na Ingarö.

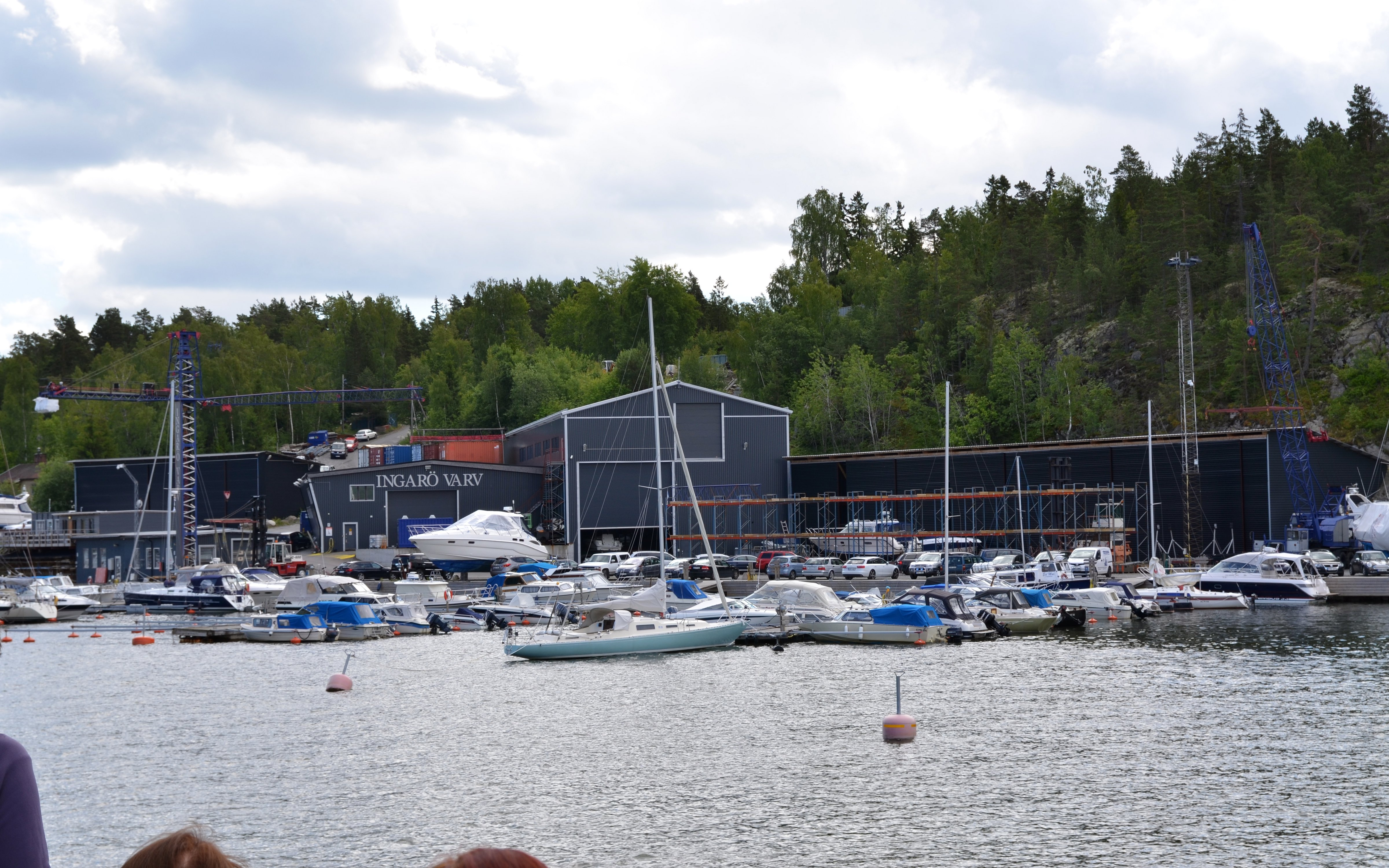
Przystań Ingarö na Ingarö

Ingarö w Gminie Värmdö.

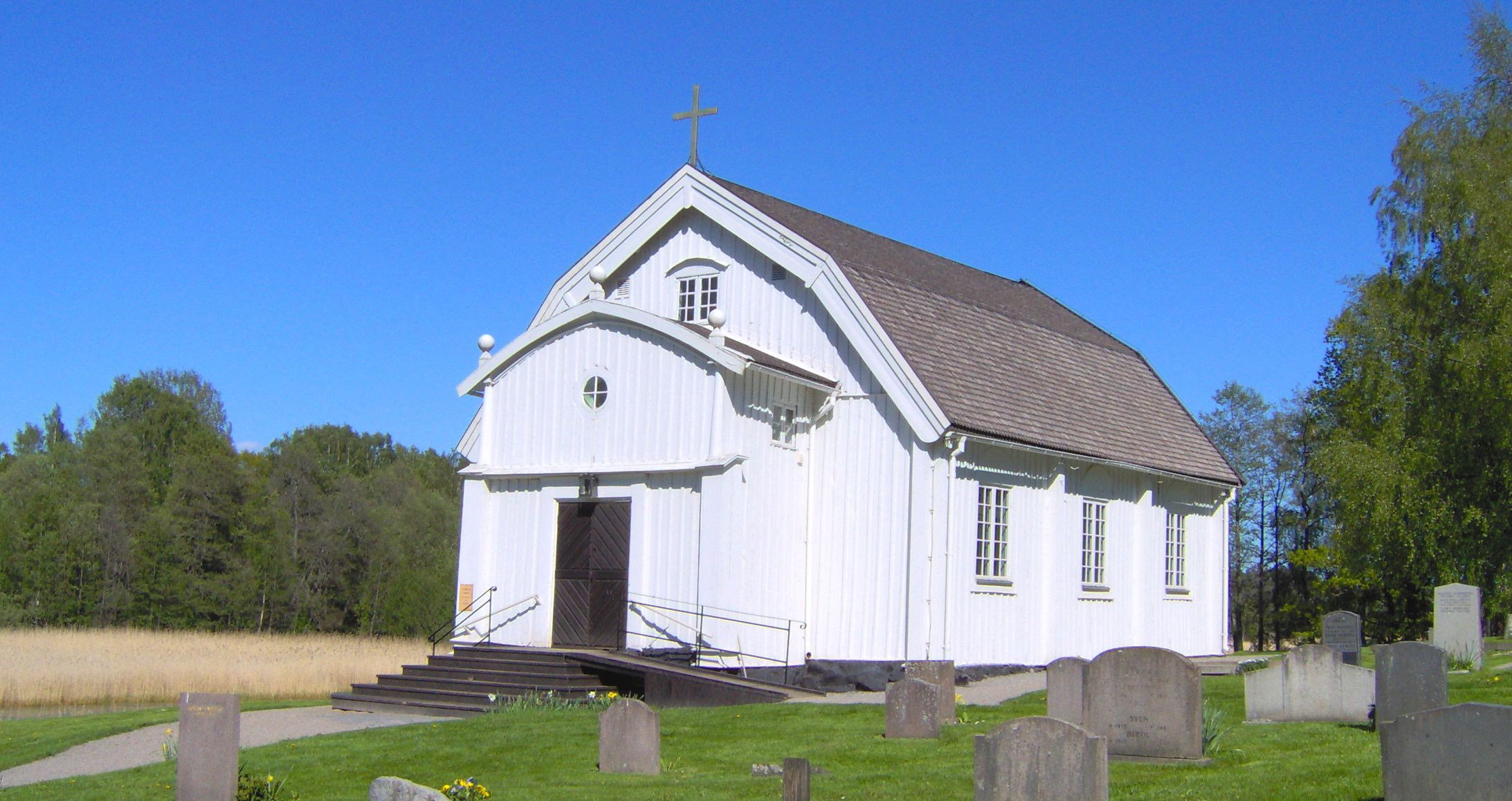
Kościół na Ingarö

Ingarö – wyspa w gminie Värmdö, w prowincji Uppland, w regionie Sztokholm. Wyspa stanowi większość parafii Ingarö. Powierzchnia wyspy to około 63 km², co czyni ją szesnastą pod względem wielkości szwedzka wyspą. Wyspa została na stałe zamieszkana w epoce brązu i w ciągu ostatnich 100 lat. Większość mieszkańców jest czasowych. Jednak nastąpił trend, że coraz więcej domków została zamieniona na domy i rezydencje, a kilka zostały zbudowane. Można to wytłumaczyć istniejącą siecią dróg, która umożliwia realnie dojeżdżać do Sztokholmu. W 1995 na Ingarö mieszkało około 3500 mieszkańców, w 1999 roku liczba ta wzrosła do około 4500, czyli o ponad 28% w ciągu czterech lat, a w 2012 ludność przekroczyła 9000.
Na Ingarö jest cmentarz na którym został pochowany pierwszy szwedzki lotnik Carl Cederström, znany również jako "Aviator Charlie" przez mieszkańców. "Aviator Charlie" posiada również dwie drogi nazwane jego imieniem w Brunn (Kalle Flygares väg och Baron Cederströms väg).
Na wyspie znajduje się pole golfowe (36 dołków), klub sportowy Ingarö IF, kort tenisowy i bule. W Återvallssjön to pierwsza szwedzka plaża nudystów.

## Powiaty według roku SCB 2010 (2005 w nawiasach)
- Brunn, 950 (957) stałych mieszkańców.
- Björnömalmen och Klacknäset, 624 (568) mieszkańców.
- Fågelvikshöjden, 1043 (1015) stałych mieszkańców.
- Hedvigsberg, 282 (ny tätort) mieszkańców.
- Ingaröstrand, 286 (290) stałych mieszkańców.
- Lugnet och Skälsmara (benämnd Skälsmara 2005), 625 (555) stałych mieszkańców.
- Långvik, 559 (540) stałych mieszkańców.
- Återvall, 206 (205) stałych mieszkańców.

## Powiaty (według statystyk Szwecji w 2005 r.)
- Mörtviken, 67 stałych mieszkańców.
- Lillängsdal, 70 stałych mieszkańców.
- Enkärret, 126 stałych mieszkańców.
- Grönskan, Vedhamn och Baldersnäs, 228 stałych mieszkańców.
- Fagerholm, Abborrsjön och Johannesdal, 416 stałych mieszkańców.
- Fågelvik, 140 stałych mieszkańców.

## Linie Autobusowe
Cztery linie autobusowe kursują do i z Ingaröstrand:
- 428 Slussen – Björkviks Brygga (Via Brunn, Mörtviken, Idalen)
- 429 Slussen – Idalen (Via Brunn, Återvall, Långvik, Stora Sand)
- 430 Slussen – Eknäs Brygga (Via Brunn, Fågelvik, Återvall, Skälsmara)
- 467 Gustavsbergs Centrum – Brunn

## Jeziora
- Fiskmyran
- Svarttjärn (eller Svartträsk)
- Abborrsjön
- Filan
- Kullaträsket
- Återvallsträsket
- Björnsjön
- Vidsjön